# Aviron aux Jeux du Commonwealth de 1986
Navigation
Édition 1962
L'Aviron aux Jeux du Commonwealth de 1986, était l'un des nombreux sports lors des treizièmes Jeux du Commonwealth à Édimbourg, en Écosse du 24 juillet au 2 août 1986. C'était la septième fois que l'aviron était inclus au programme des Jeux du Commonwealth. Aux Jeux de 1986, quinze épreuves ont été disputées, huit pour les hommes et sept pour les femmes. C'était la première fois que des femmes participaient à l'aviron aux Jeux du Commonwealth. L'Angleterre a été la meilleure nation avec cinq médailles d'or, devant le Canada avec quatre médaille d'or.

## Podiums
| Epreuve                   | Or | Or   | Argent | Argent | Bronze | Bronze |
| ------------------------- | --- | ---- | --- | ------ | --- | ------ |
| Homme                     | |      | |        | |        |
| Skiff                     | Angleterre Steve Redgrave | 7:28 | Australie Richard Powell | 7:33   | Nouvelle-Zélande Eric Verdonk | 7:39   |
| Deux de couple            | Canada Bruce Ford Pat Walter | 6:19 | Australie Paul Reedy Brenton Terrell | 6:21   | Angleterre Carl Smith Allan Whitwell | 6:34   |
| Deux sans barreur         | Angleterre Andy Holmes Steve Redgrave | 6:40 | Nouvelle-Zélande Barrie Mabbott Ian Wright | 6:43   | Écosse Ewan Pearson David Riches | 6:43   |
| Quatre sans barreur       | Canada Grant Main Kevin Neufeld Paul Steele Pat Turner                                                                                              | 6:01 | Nouvelle-Zélande Andrew Stevenson Shane O'Brien Neil Gibson Don Symon                                                                                   | 6:01   | Angleterre Graham Faultless Richard Ireland Mostyn Field Humphry Hatton                                                                  | 6:06   |
| Quatre barré              | Angleterre Martin Cross Adam Clift Andy Holmes Steve Redgrave Adrian Ellison                                                                        | 6:08 | Nouvelle-Zélande Nigel Atherfold Chris White Greg Johnston Bruce Holden Andrew Bird                                                                     | 6:10   | Australie Mark Doyle James Galloway Mike McKay James Tomkins Dale Caterson                                                               | 6:11   |
| Huit                      | Australie James Galloway Malcolm Batten Andrew Cooper Mike McKay Mark Doyle James Tomkins Ion Popa Steve Evans Dale Caterson                        | 5:44 | Angleterre John Garrett John Maxey Jonathan Spencer-Jones Mark Buckingham Patrick Broughton Richard Stanhope Stephen Peel Terence Dillon Vaughan Thomas | 5:46   | Nouvelle-Zélande Mike Burrell Neil Gibson Barrie Mabbott Shane O'Brien Andrew Stevenson Don Symon Carl Vincent Ian Wright Andy Hay (cox) | 5:48   |
| Lightweight single sculls | Australie Peter Antonie | 7:16 | Canada Peter Tattersall | 7:27   | Angleterre Carl Smith | 7:27   |
| Quatre sans barreur       | Angleterre Christopher Bates Peter Haining Neil Staite Stuart Forbes                                                                                | 6:26 | Australie Simon Cook Brian Digby Merrick Howes Joseph Joyce                                                                                             | 6:28   | Canada Dave Henry Brian Peaker Bob Thomas Ryan Tierney                                                                                   | 6:36   |
| Femme                     | |      | |        | |        |
| Skiff                     | Nouvelle-Zélande Stephanie Foster | 7:43 | Canada Lisa Wright | 7:49   | Angleterre Gillian Bond | 7:53   |
| Deux de couple            | Nouvelle-Zélande Stephanie Foster Robin Clarke | 7:22 | Canada Heather Clarke Lisa Robertson | 7:49   | Angleterre Diane Prince Claire Parker | 7:55   |
| Deux sans barreur         | Canada Kathryn Barr Andrea Schreiner | 7:35 | Angleterre Pauline Bird Flo Johnston | 7:42   | Australie Catherine Hall Alison Smith | 7:53   |
| Quatre barré              | Canada Tina Clarke Tricia Smith Lesley Thompson Jane Tregunno Jenny Wallinga                                                                        | 6:50 | Australie Deborah Bassett Susan Chapman-Popa Robyn Grey-Gardner Marilyn Kidd Kaylynn Fry                                                                | 6:54   | Angleterre Joanne Gough Ann Callaway Kate Holroyd Trish Reid Alison Norrish                                                              | 7:06   |
| Huit                      | Australie Annelies Voorthuis Deborah Bassett Vicki Spooner Margot Foster Marilyn Kidd Robyn Grey-Gardner Susan Chapman Urszula Anne Kay Kaylynn Fry | 6:44 | Angleterre Pauline Bird Alison Bonner Ann Callaway Kate Grose Joanne Gough Kate Holroyd Flo Johnston Alison Norrish Trish Reid                          | 6:46   | Canada Angela Schneider Brenda Taylor Carla Pace Cathy Harry Cathy Lund Gill Saxby Sandy Coppinger Sarah Ogilvy Susan Beck               | NTT    |
| Lightweight single sculls | Australie Adair Ferguson | 7:45 | Nouvelle-Zélande Philippa Baker | 7:46   | Canada Heather Hattin | 7:52   |
| Quatre sans barreur       | Angleterre Alexa Forbes Gillian Hodges Lin Clark Judith Burne                                                                                       | 6:55 | Australie Deborah Clingeleffer Amanda Cross Virginia Lee Gayle Toogood                                                                                  | 7:00   | Canada Anne Drost Marni Hamilton Marlene van der Horst Wendy Wiebe                                                                       | 7:01   |

### Tableau des médailles
| Place | Pays             | Médaille d'or | Médaille d'argent | Médaille de bronze | Total |
| ----- | ---------------- | ------------- | ----------------- | ------------------ | ----- |
| 1.    | Angleterre       | 5             | 3                 | 6                  | 14    |
| 2.    | Canada           | 4             | 3                 | 4                  | 11    |
| 3.    | Australie        | 4             | 5                 | 2                  | 11    |
| 4.    | Nouvelle-Zélande | 2             | 4                 | 2                  | 8     |
| 5.    | Écosse           | 0             | 0                 | 1                  | 1     |
| Total | Total            | 15            | 15                | 15                 | 45    |